# Ильинская, Ольга Николаевна
Ольга Николаевна Ильинская (род. 1958) — советский и российский учёный-биолог, педагог, специалист в области микробиологии, доктор биологических наук (1998), профессор (2001). Действительный член  Академии наук Республики Татарстан (с 2011). Лауреат Государственной премии Республики Татарстан в области науки и техники (2008).

## Биография
Родилась 21 февраля 1958 года в Казани.
В 1975 году с золотой медалью окончила Казанскую среднюю школу. С 1975 по 1980 год обучалась на кафедре микробиологии биологического факультета Казанского университета, который закончила с отличием.
С 1980 года на научно-педагогической работе в Казанском университете: научный сотрудник лаборатории «Микробный метаболизм неприродных химических соединений», с 1989 года — старший научный сотрудник, с 1990 года — научный руководитель группы «Генетическая токсикология». С 1990 по 1999 год — доцент, с 1999 года — профессор, с 2003 года — заведующая кафедрой микробиологии и научный руководитель научно-исследовательской лаборатории биохимии и биоинженерии ферментов.
В 1988 году О. Н. Ильинская была утверждена в учёной степени кандидат биологических наук по теме: ««Микробная деструкция нитроэфиров целлюлозы на примере нитроцеллюлозы», в 1998 году — доктор биологических наук по теме: «Биологические эффекты экзогенных бактериальных рибонуклеаз». В 2001 году приказом ВАК ей было присвоено учёное звание — профессор. В 2007 году была избрана член-корреспондентом, а в 2011 году — действительным членом и академиком-секретарём Отделения медицинских и биологических наук АН РТ.

## Научно-педагогическая деятельность
Основная научно-педагогическая деятельность О. Н. Ильинской связана с вопросами в области молекулярной биологии и исследованием тонких молекулярных механизмов избирательного токсичного действия биназы на определённые линии опухолевых клеток.  Под руководством О. Н. Ильинской впервые на бактериях рода Pseudomonas был установлен факт плазмидной регуляции ферментов катаболизма капролактама. Её исследования в области  микробной деструкции синтетических эфиров целлюлозы на примере нитроцеллюлозы явилась заметным вкладом в научное обоснование биотехнологии обезвреживания отходов военно-промышленного комплекса. О. Н. Ильинская с 2002 году является куратором совместных проектов Казанского университета с Гисенским университетом. Член группы по направлению «Живые системы» Министерства образования и науки Российской Федерации. Член научного совета по микробиологии РАН. Член Учёного совета Казанского университета.
И. Б. Лещинская является автором более 200 научных работ, в том числе   монографий и учебников, таких как «Медицинская микробиология» (1998) и «Микробная биотехнология» (2007), «Природные димеры микробных рибонуклеаз» (2016)под её руководством и при непосредственном участии было защищено более двенадцать докторов и кандидатов биологических наук.

## Награды
- Государственная премия Республики Татарстан в области науки и техники (2008 год) — за работу «Гидролазы микроорганизмов как потенциальные терапевтические препараты»[5].
- Золотая медаль Академии наук Республики Татарстан «За достижения в науке» (2018 год)[6].